# Яків III (король Шотландії)
Яків III (10 липня 1451 — 11 червня 1488) — король Шотландії у 1460–1488 роках.

## Життєпис

### Регентство
Походив з династії Стюартів. Син Якова II, короля Шотландії, та Марії Егмонт, герцогині Гельдернської. Після загибелі батька у 1460 році Якова оголошено новим королем, проте владу перебрала регентська рада. Спочатку на її чолі стояла Марія Егмонт. Вона зуміла домогтися повернення Шотландії міста Бервіка.
Після її смерті у 1463 році регентами стають Яков Кеннеді, єпископ Сент-Ендрюс, та лорд Гілберт Кеннеді. Втім у 1466 році їх було відсторонено від влади, яку перебрав лорд Роберт Бойд. Він зумів домовитися про шлюб короля Якова III з донькою данського короля Кристіана I, внаслідок чого скасовувалася норвезька платня (своєрідна данина Шотландії), а також тимчасово передано шотландському королю Шетландські та Оркнейські острови.

### Володарювання
У 1469 році Яків III вирішив звільнитися від опіки. Він спровокував конфлікт з кланом Бойд, яких відсторонив від влади, деяких стратив, конфіскувавши їхнє майно.
Отримавши повноту владу, король головні зусилля докладав до розширення земель королівства. У 1470 році, скориставшись із затягування передачі посагу за дружину, він остаточно приєднав Оркнейські та Шетландські острови. Після цього планував в союзі з Англією розпочати похід в Нідерланди або до Бретані. Втім, знать та парламент відмовили у підтримці цих проектів. Усе ж Яків III намагався впроваджувати свої плани, хоча б частково. У 1474 році було розпочалися перемови щодо укладення союзу з Англією, гарантом якого повинен був стати шлюб сина короля з донькою Едуарда IV Йорка, короля Англії. Але опозиція зірвала виконання цього наміру.
Водночас проти короля виступили його брати — Олександр, герцог Олбані, та Давид, граф Мар. Першого у 1479 році змусили тікати до Франції, а інший помер у 1480 році за підозрілих обставин. Усі маєтки братів Яків III конфіскував.
Скориставшись внутрішньої нестабільністю у 1480 році проти Шотландії розпочала війну Англія. Її армію очолив Ричард Йорк, герцог Глостер. Під час цієї війни короля було схоплено й поміщено під арешт, а як генерал-лейтанта королівства призначено Олександра Стюарта, герцога Олбані, який повернувся з Франції. Того ж року англійська армія відступила до своїх володінь, не зумівши захопити Единбург.
У грудня 1482 року король зумів перетягти на свій бік клан Гордон, завдяки чому звільнився від опіки брата Олександра Олбані. У 1483 році Яків III втік до замку Данбар. У цей час помер Едуард IV, король Англії, який підтримував Олбані. За цих обставин Олбані втік до Англії. У 1484 та 1485 роках він робив спроби відновити свою владу, проте невдало.
У 1485—1488 роках поступово виник конфлікт між королем та найвпливовішими магнатами та вождями кланів. Останні обрали своїм очільником старшого сина Якова III — Якова, який приєднався до бунтівників через побоювання, що батько позбавить його спадку. Вирішальна битва відбулася 11 червня 1488 року біля Сочиберна (неподалік від Стерлінга). Королівська армія зазнала поразки, а Якова III було вбито під час утечі.

## Сім'я

### Дружина

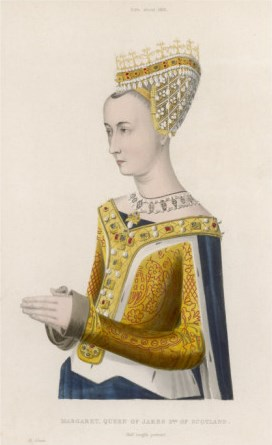
Маргарита (1456—1486)

- Маргарита
(1456—1486)

### Діти

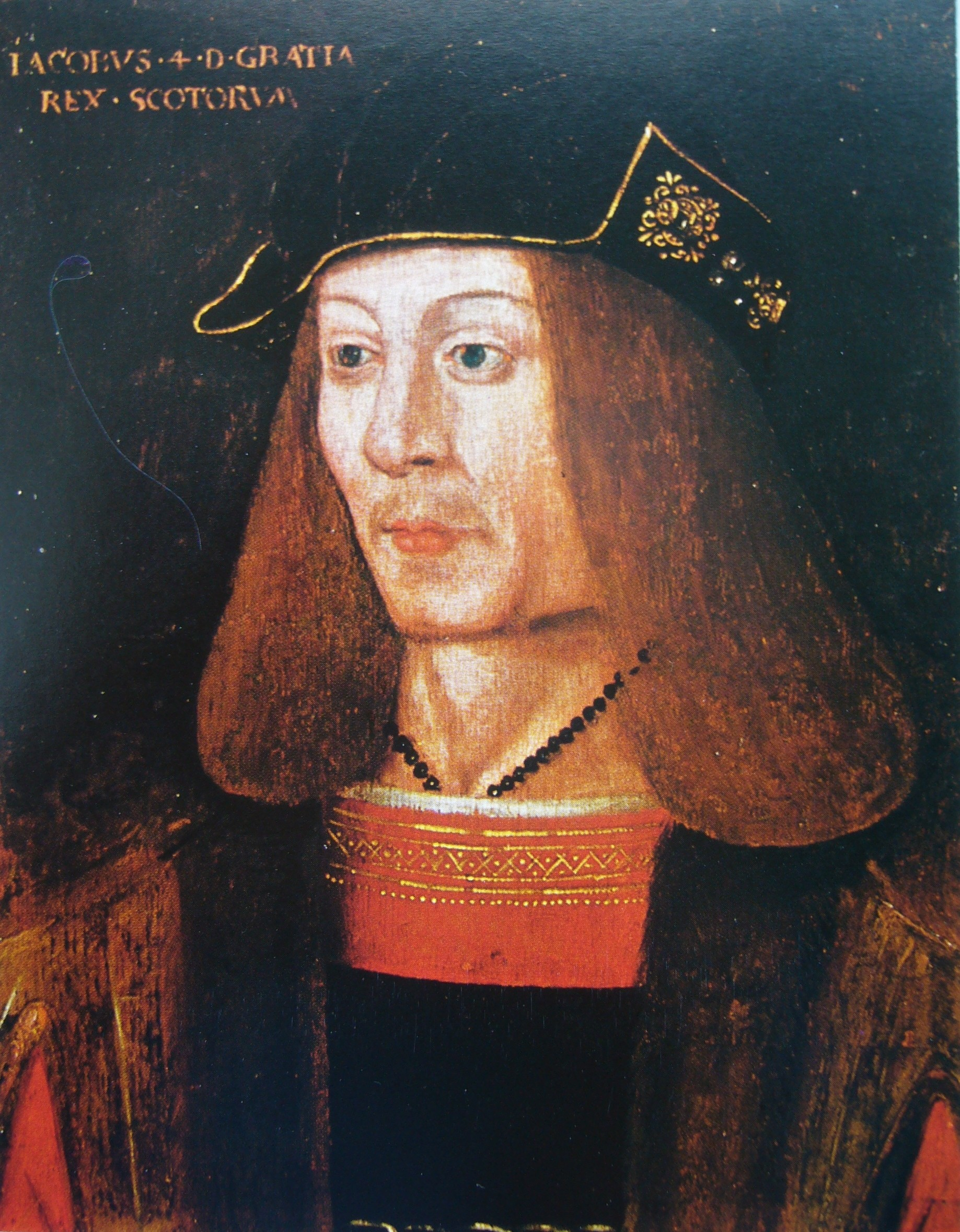
1 Яків (1473—1513)
2 Яків (1476—1504)
3 Іоанн (1479—1503)